# Gelanes turkmenicus
Gelanes turkmenicus là một loài tò vò trong họ Ichneumonidae.